# Banqueting House

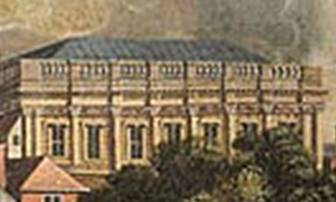
Banqueting House en Londres; vista de un recorte de una pintura al óleo del artista Hendrick Danckerts (1645-1679).

La Banqueting House es un edificio histórico de Londres, el único que subsiste del antiguo palacio de Whitehall, que resultó arrasado por un incendio en 1698. Se encuentra al final de la calle Whitehall cerca de Trafalgar Square. Es un edificio con protección de Grado I.

## Historia
Este es el edificio de tipo «banqueting house» (palacio de banquetes y fiestas) más grande y famoso de los que han sobrevivido. Formó parte del gran complejo arquitectónico del palacio de Whitehall, donde previamente había existido otro edificio con la misma función. Erigido para Jaime I, quien recibió en él a la célebre Pocahontas en 1617, ese primer pabellón se perdió en un incendio dos años después.
En el mismo año del siniestro, el arquitecto Íñigo Jones diseñó el edificio actual, que quedó completado en 1622 con ayuda de John Webb. En 1649 el Rey Carlos I de Inglaterra fue ejecutado en un andamio delante del edificio.

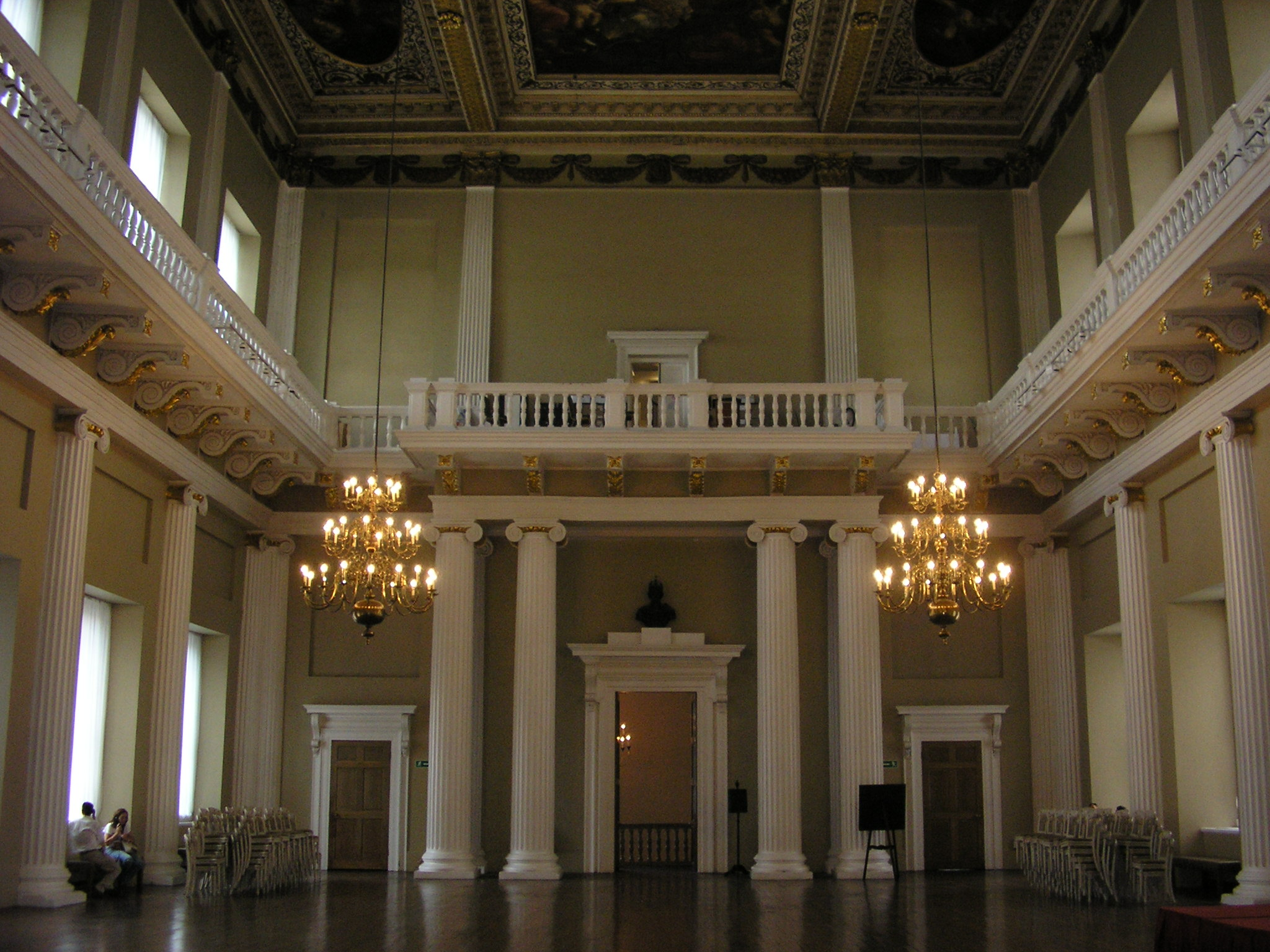
Interior de la 'Banqueting House'.

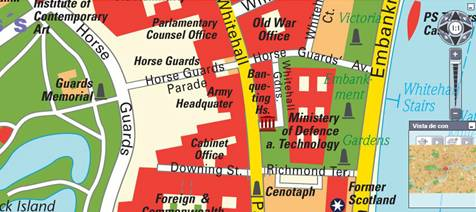
Ubicación del 'Banqueting House' en un mapa actual de Londres (el norte está hacia arriba de la imagen) ; el edificio en cuestión se encuentra claramente marcado al centro de la imagen, y a la derecha de la calle Whitehall y de su continuación, la calle Parliament.

En el interior hay una sola sala de dos pisos decorada con pinturas de Rubens. Fueron encargadas por Carlos I en 1635 y Rubens las pintó en lienzos a medida para ser encajados en el techo, imitando la pintura mural al fresco. 
La Banqueting House introduce un refinado estilo renacentista italiano que fue en paralelo al jacobino inglés, cuando los motivos del Renacimiento todavía se filtaban a través de los grabados de los manieristas flamencos. El tejado es casi plano, y en el borde hay una balaustrada. En la fachada que da a la calle los elementos de los dos órdenes de columnas, corintias sobre jónicas, encima de una base rústica, están encerradas en un armonioso conjunto. 
Fue probablemente planeada como parte de un nuevo gran Palacio de Whitehall, obra que resultó inconclusa por las tensiones políticas que llevaron a la Guerra Civil Inglesa. En 1685 la Banqueting House se convirtió en el primer edificio en Inglaterra en usar vidrio en sus ventanas. Posteriormente, la posición aislada de la Banqueting House, la preservó del fuego que destruyó el antiguo Palacio de Whitehall.
El sótano fue originalmente concebido como una sala para beber para Jacobo I y un lugar donde él podía escapar de los rigores de la vida pública. El Rey venía aquí a disfrutar de una copa de vino de su extensa bodega, o simplemente a disfrutar de su tiempo con alguno de sus cortesanos favoritos.